# Wacław Moszyński

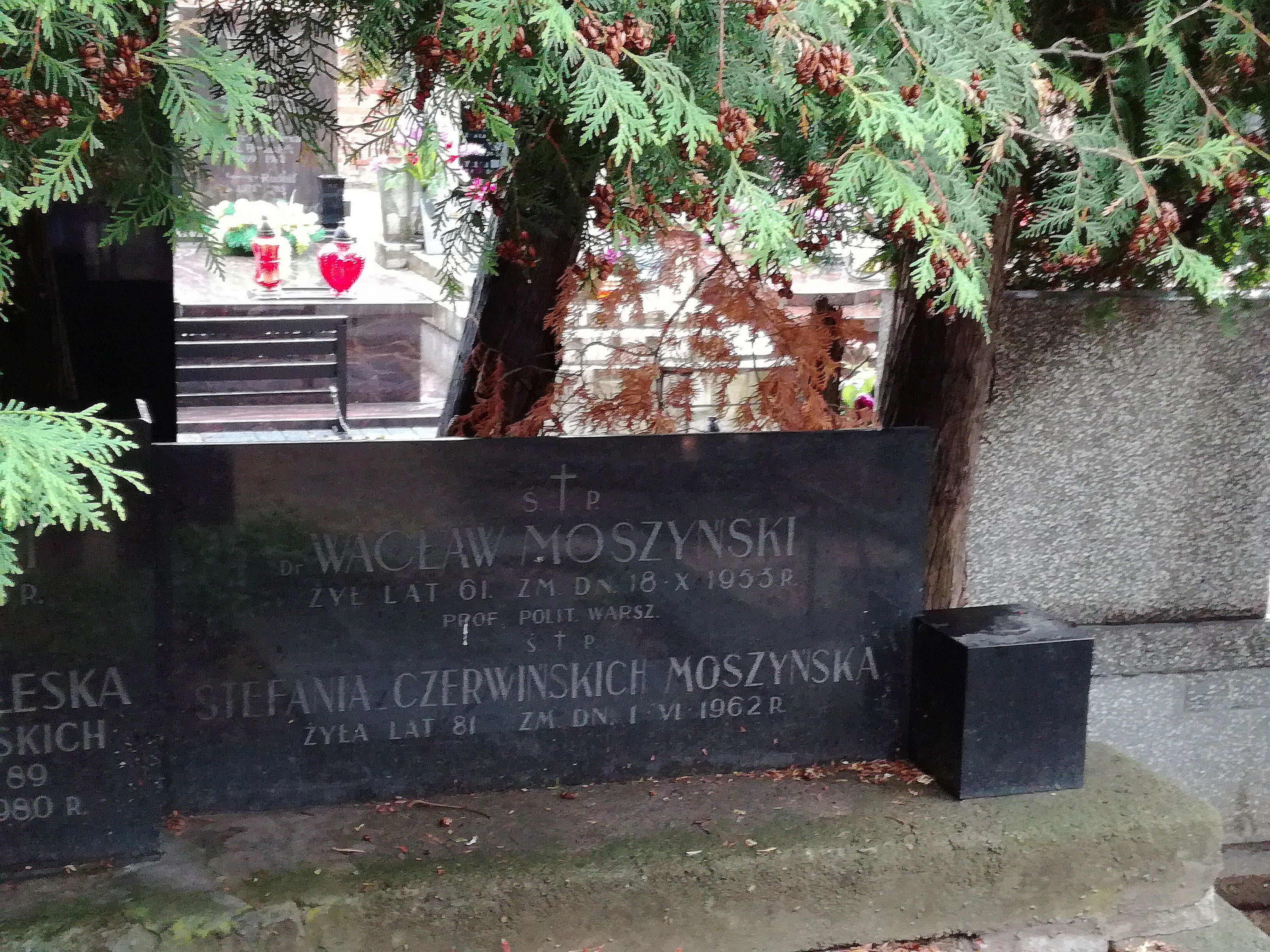
Grób prof. Wacława Moszyńskiego na cmentarzu Bródnowskim

Wacław Moszyński (ur. 12 sierpnia 1892 w Warszawie, zm. 18 października 1953) – polski inżynier, specjalista w dziedzinie norm maszynowych, podstawy budowy maszyn i trybologii, profesor Politechniki Warszawskiej i Politechniki Łódzkiej. Brat Kazimierza.

## Życiorys
W 1905 ukończył Rządową Szkołę Realną w Warszawie, a w 1911 Gimnazjum Filologiczne w Warszawie. Studiował na Wydziale Przyrodniczym na Uniwersytecie w Nancy, gdzie w 1914 otrzymał dyplom inżyniera elektryka, a w rok później dyplom inżyniera mechanika. W 1931 rozpoczął pracę w Biurze Budowy Sieci Ministerstwa Poczt i Telegrafów, po uprzedniej nostryfikacji dyplomu inżyniera mechanika na Wydziale Mechanicznym Politechniki Warszawskiej. W latach 1932–1938 był zatrudniony na Wydziale Technicznym Instytutu Technicznego Uzbrojenia Ministerstwa Spraw Wojskowych. W 1936 za pracę Zasady tolerancji uzyskał stopień doktora nauk technicznych z odznaczeniem na Wydziale Mechanicznym Politechniki Warszawskiej, gdzie we wrześniu 1937 rozpoczął pracę. 19 kwietnia 1938 został mianowany profesorem zwyczajnym części maszyn na Wydziale Mechanicznym Politechniki Warszawskiej.
W czasie wojny w latach 1939–1944 wykładał w Państwowej Szkole Technicznej w Wilnie, a następnie w Warszawie na kursach Rysunku Technicznego oraz Państwowej Wyższej Szkole Technicznej. Po wyzwoleniu w latach 1945-1946 został delegowany do Politechniki Łódzkiej, gdzie miał znaczący wkład przy kompletowaniu wyposażenia w maszyny Wydziału Mechanicznego Politechniki Łódzkiej. We wrześniu 1946 ponownie objął Katedrę Części Maszyn na Wydziale Mechanicznym Politechniki Warszawskiej.
Był specjalistą w dziedzinie norm maszynowych, podstawy budowy maszyn i trybologii oraz znawcą zagadnień pasowań. Opublikował 11 monografii i podręczników akademickich i ponad 100 artykułów. Ddziałał w organizacjach naukowych i technicznych, m.in. był członkiem korespondentem PAN i współzałożycielem SIMP.
Pochowany na cmentarzu Bródnowskim (kw. 2C, rząd IV, grób 28).
Materiały archiwalne Wacława Moszyńskiego znajdują się w PAN Archiwum w Warszawie pod sygnaturą III-36.

## Stanowiska
- 1932–1938 – kierownik Wydziału Technicznego Instytutu Technicznego Uzbrojenia Ministerstwa Spraw Wojskowych
- 1939–1944 – wykładowca Państwowej Szkoły Technicznej w Wilnie
- wykładowca w Państwowej Wyższej Szkole Technicznej
- 1945-1946 – wykładowca Politechniki Łódzkiej
- od 1946 – kierownik Katedry Części Maszyn Wydziału Mechanicznego Politechniki Warszawskiej[6]

## Członkostwa
- członek korespondent Polskiej Akademii Nauk
- członek założyciel Stowarzyszenia Inżynierów i Techników Mechaników Polskich SIMP (1926-1927), wiceprezes (1934-1937)[1]
- członek Polskiej Akademii Umiejętności (od 1950)
- członek zwyczajny Towarzystwa Naukowego Warszawskiego[6]

## Nagrody, wyróżnienia, odznaczenia
- Laureat Państwowej Nagrody Naukowej II-go stopnia w dziedzinie maszynoznawstwa[6]

### Odznaczenia
- Krzyż Walecznych
- Krzyż Niepodległości

## Ważne publikacje
- Wytrzymałość zmęczeniowa części maszyn, Warszawa, Państwowe Wydawnictwo Techniczne, 1953[6]
- Mechanik : poradnik techniczny : dzieło zbiorowe. T. 2. Cz. 4, Elementy maszyn, Wyd. 3 całkowicie przerobione, Warszawa, Instytut Wydawniczy SIMP, 1952[7]
- Pasowania w przemyśle na tle układu polskiego, Warszawa, Księgarnia Techniczna, 1929[7]
- Wykład elementów maszyn. Cz. 1 Połączenia., Wyd. 3 przejrz. i uzup., Warszawa, Państwowe Wydawnictwa Techniczne, 1953[6]